# Solenocera australiana
Solenocera australiana är en kräftdjursart som beskrevs av Pérez Farfante och Grey 1980. Solenocera australiana ingår i släktet Solenocera och familjen Solenoceridae. Inga underarter finns listade i Catalogue of Life.